# Hoya-Gonzalo
Hoya-Gonzalo – gmina w Hiszpanii, w prowincji Albacete, w Kastylii-La Mancha, o powierzchni 114,57 km². W 2011 roku gmina liczyła 737 mieszkańców.